# Briefe aus dem Jenseits (2023)
Briefe aus dem Jenseits ist ein deutscher Fernsehfilm von Niki Stein aus dem Jahre 2023. Es ist der fünfte Kriminalfilm mit Heino Ferch in der Hauptrolle als Sonderermittler Ingo Thiel. Das Drehbuch schrieb Niki Stein zusammen mit Katja Röder, die auch für die vier Vorgängerfilme das Drehbuch verfasste. Der Film wurde am 3. November 2023 erstmals auf ARTE ausgestrahlt.

## Handlung
Sven Nolden verschwindet vor 25 Jahren im Alter von 15 Jahren spurlos, als er Freunde im Nachbardorf besuchen wollte. Das Ehepaar Nolden erhält damals immer wieder anonyme Briefe, die ein Chris geschrieben haben möchte, die den Eltern suggerieren sollten, Sven befinde sich auf einer Europarundreise. Nach einigen Wochen hörten diese Briefsendungen auf und der Fall konnte damals nicht geklärt werden.
25 Jahre später treffen bei den Eltern erneut Briefe ein, die nach dem gleichen Muster geschrieben wurden. Daraufhin wenden sie sich an den damals zuständigen Ermittler Gerd Dennert, der sich wiederum an Ingo Thiel wendet. Dieser nimmt mit seinem Team die Ermittlungen auf. Während Thiel zusammen mit Dennert die damaligen Ermittlungen an den Handlungsorten Revue passieren lässt, widmen sich seine Kollegen den alten Ermittlungsunterlagen der Soko Sven.
Thiels langjähriger Kollege Winni Karls teilt diesem mit, demnächst zum LKA zu wechseln. Weil Thiel damit nicht umgehen kann, sucht er Streit mit seinem Kollegen. Nach Klärung des Mordfalls versöhnen sie sich wieder.
Zeitgleich wird das schwierige Leben von Julia Klemm und ihrer Tochter Jessica gezeigt, die wieder Kontakt zu ihrem obdachlosen Vater hat. Julia verhält sich verängstigt, panisch und hysterisch, als sie von einer unbekannten Nummer Fotos von Jessica aus den sozialen Medien zugeschickt bekommt. Der Absender sitzt im Gefängnis.
DNA-Untersuchungen zeigen, dass die Briefe damals wie heute von derselben Frau geschrieben wurden. Die neuen Ermittlungen lassen immer mehr Zweifel an der Gründlichkeit der damaligen Ermittlungen aufkommen. Dennert vermutete, dass Sven mit einem weiteren Jungen zu einem Parkplatz an einer Autobahnraststätte, der als „Schwulenstrich“ bekannt war, gegangen sei und dort von einem Fernfahrer aufgegriffen wurde. Thiel zieht erneut Dr. Sturz vom LKA zu den Ermittlungen hinzu.
Thiel und Koller versuchen in Zusammenarbeit mit der Post herauszufinden, wer die Briefe abgeschickt hat. Die Ermittler tauchen in Svens damaliges Leben ein, durchsuchen sein immer noch existierendes Jugendzimmer und finden dabei eine Haarlocke, die Dennert übersehen hatte und die der Briefeschreiberin gehört. Eine Befragung ehemaliger Mitglieder von Svens Pfadfindergruppe liefert einen Hinweis auf einen weiteren Mordfall, der sich im gleichen Dorf fünf Jahre nach Svens Verschwinden ereignete. Jürgen Renk hatte damals seiner Nachbarin drei Mal in den Kopf geschossen, nachdem diese sich über das Bellen seines Hundes beschwert hat. Die Frau überlebte schwer verletzt. Thiel und Karls suchen sie auf und finden heraus, dass Renk eine Tochter hat. Dennert hat damals einen Zusammenhang der beiden Fälle nicht in Betracht gezogen.
Renk befindet sich derweilen in den letzten Monaten seiner Haftstrafe und nutzt einen begleiteten Ausgang, um Jessica auf der Straße aufzulauern und sich ihr als ihr Großvater vorzustellen. Dabei kommt es zu einer tätlichen Auseinandersetzung mit ihrem Vater. Jessica konfrontiert ihre Mutter daraufhin mit einem Foto, was ihr Renk gegeben hat. Sie war bisher davon ausgegangen, dass ihr Großvater tot ist. Thiel geht inzwischen davon aus, dass Renk für Svens Verschwinden verantwortlich ist und Julia die Briefe schreibt. Renk wird im Gefängnis vernommen. Auch Julia wird mit den Briefen konfrontiert, die jedoch abstreitet, diese geschrieben zu haben. Die Ermittler überwachen einen Briefkasten und können feststellen, dass Julia die neuen Briefe geschrieben hat. Sie ist inzwischen per Anhalter geflüchtet und wird in Aachen aufgegriffen.
In einer Vernehmung gesteht sie nach langem Zögern und unter Tränen, dass ihr Vater Sven aus Wut darüber ermordet hat, weil sie und Sven sich verliebt hatten. Er hat sie dazu gezwungen, den letzten Schuss abzugeben. Die neuen Briefe hat Julia geschrieben, weil sie Angst davor hatte, dass ihr Vater aus dem Gefängnis entlassen wird.

## Hintergrund
Der Film entstand im Auftrag des ZDF und Arte durch die Lailaps Pictures GmbH. Auch wenn sich das Elternhaus des Opfers laut Handlung in Jüchen befindet, wurden die dort spielenden Szenen in Erkelenz-Keyenberg (südlich von Mönchengladbach) unmittelbar an der Abbruchkante des Tagebau Garzweiler gedreht. Die angeblich angrenzende Autobahnraststätte befindet sich ebenfalls nicht auf dem Stadtgebiet von Jüchen, sondern in Grevenbroich (Autobahnraststätte Vierwinden-Nord).
Die in dem Film dargestellten Fakten erinnern stark an einen Mordfall, der sich Anfang der 1990er Jahre in Willich ereignet hat. Dort erschoss ein Mann den Freund seiner Tochter und verscharrte die Leiche in seiner Schrebergarten-Parzelle.

## Kritik
Für TV Spielfilm ist der Film eine „Von sehr viel Tragik durchzogene, aufregende Spurensuche“. Des Weiteren ist die Zeitschrift der Auffassung, dass die „große Stärke der Reihe um den Mönchengladbacher Kommissar Thiel ist, dass sie die mühselige und akribische Arbeit der Polizei genauso darstellt, wie sie tatsächlich ist, und deshalb nur im Team zu schaffen ist. Wie die Lösung des Falls schließlich gelingt, fesselt enorm“.
Der Stern meint, der Film „führt die Ermittler an die Abbruchkante der gewaltigen Braunkohle-Tagebaugruben des Niederrheins, in der Dörfer und Dorf-Gemeinschaften inzwischen verschwunden sind. Der Film bleibt im Gegensatz zum Vorgänger erfreulich bodenständig, realistisch und ohne Ausflüge ins Übersinnliche. Dadurch ist er spannend, lädt zum Mitfiebern und Miträtseln ein. Fast scheint es, als hätte Fachberater Thiel das Drehbuch selbst geschrieben“.